# إنريكو روسي (دراج)
إنريكو روسي (بالإيطالية: Enrico Rossi)‏ هو دراج إيطالي، ولد في 5 مايو 1982 في تشيزينا في إيطاليا.

## وصلات خارجية
- إنريكو روسي على موقع الاتحاد الدولي للدراجات (الإنجليزية)
- إنريكو روسي على موقع أرشيف الدراجات (الإنجليزية)
- إنريكو روسي على موقع إحصائيات الدراجات الإحترافية (الإنجليزية)
- إنريكو روسي على موقع نسبة الدراجات (الإنجليزية)
- إنريكو روسي على موقع CycleBase (الإنجليزية)